# Three Rivers Computer Corporation
Three Rivers Computer Corporation, или 3RCC, — отделение компьютерных наук Университета Карнеги — Меллон, основанное в 1974 году в Питтсбурге, штат Пенсильвания, США. Один из основателей, Брайан Розен, также работал в Xerox PARC над рабочей станцией Dolphin. Проект PERQ был вдохновлен оригинальной рабочей станцией Xerox Alto, и стал первой коммерчески выпускаемой персональной рабочей станцией, начиная с 1979 года.
С 1981 года компания 3RCC разрабатывала и производила PERQ совместно с компанией International Computers Limited (ICL) из Великобритании.
В 1984 году 3RCC была переименована в PERQ System Corporation. В 1986 году она прекратила деятельность, по большей части из-за конкуренции со стороны других производителей рабочих станций, таких как Sun Microsystems, Apollo Computer и Silicon Graphics.